# Macrostomia
Macrostomia é uma doença congénita que resulta em deformidade na conformação da boca, apresentando a cavidade bucal ampliada no sentido das orelhas. O defeito pode ser unilateral ou bilateral.